# Khâm Đức
Khâm Đức là thị trấn huyện lỵ của huyện Phước Sơn, tỉnh Quảng Nam, Việt Nam.

## Địa lý
Thị trấn Khâm Đức nằm ở trung tâm huyện Phước Sơn, có vị trí địa lý:
- Phía đông và phía bắc giáp xã Phước Xuân
- Phía tây giáp xã Phước Đức
- Phía nam giáp các xã Phước Hòa, Phước Kim, Phước Chánh, Phước Đức.

Thị trấn Khâm Đức có diện tích 29,98 km², dân số năm 2019 là 7.318 người, mật độ dân số đạt 244 người/km².

## Hành chính
Thị trấn Khâm Đức được chia thành 5 tổ dân phố: 1, 2, 3, 4, 5.